# Purey

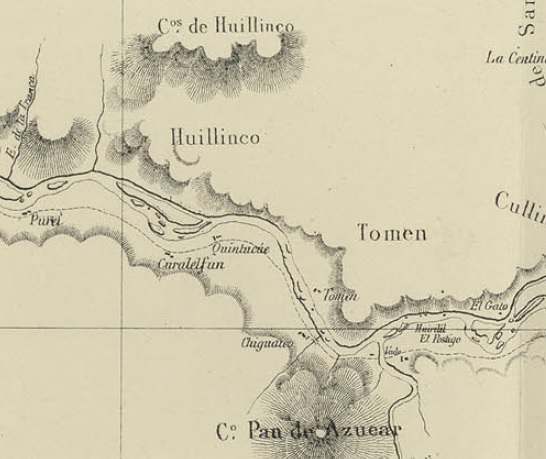
Purey en la ribera norte del Calle Calle en el Mapa de la expedición de Francisco Vidal Gormaz en 1869

Purey es un caserío de la comuna de Los Lagos, ubicada al sur del Río Calle Calle y al oeste de la capital comunal.

## Hidrología
Purey se encuentra en la ribera sur del río Calle Calle.

## Accesibilidad y transporte
Purey se encuentra a 7,3 km de la ciudad de Los Lagos a través de la Ruta T-35.